# 幸手市立香日向小学校
幸手市立香日向小学校（さってしりつ かひなたしょうがっこう）は、かつて埼玉県幸手市香日向四丁目に所在した公立小学校。2012年（平成24年）3月31日に閉校。

## 概要
民間開発により香日向地区の新市街地（幸手西住宅団地）が造成され、それに伴い1990年（平成2年）4月1日に開校。その後、児童数の急激な減少の影響で複式学級が出現する可能性が見込まれたために、保護者・地域住民の意向を尊重して幸手市立長倉小学校と統合されることとなった。2012年（平成24年）3月31日に閉校し、翌4月1日に幸手市立長倉小学校へ統合された。
2021年7月時点で、校地や校舎は幸手看護専門学校（2014年〈平成26年〉4月に移転）、幸手市立図書館香日向分館（2015年〈平成27年〉2月12日開館）、幸手西地域包括支援センターなどが使用している。

## 沿革
- 1989年（平成元年）
  - 7月29日 - 香日向四丁目1番にて地鎮祭が行われる。
  - 12月13日 - 市議会条例第85号にて香日向小学校の設置が議決される。
- 1990年（平成2年）
  - 3月31日 - 校舎および体育館が竣工する（校舎：11億3032万2000円、体育館：2億4735万4500円）。
  - 4月9日 - 1年生38名を含む児童246名（教職員24名）にて開校式および始業式が行われる。
  - 5月30日 - プールが竣工する（1億506万円）。
  - 7月6日 - 校章が制定される。
  - 11月2日 - この日が第1回開校記念日となる。
  - 12月27日 - 体育用具庫・飼育小屋・門扉・固定遊具・校旗掲揚・植栽が竣工する（伊藤忠より寄贈を受ける） 。
- 1991年（平成3年）
  - 2月20日 - 校旗が制定される。
  - 3月9日 - 校歌「翔べよ 白鷺」が校歌発表会にて公開される。
- 1992年（平成4年）
- 3月12日 - CATVの接続工事が完了する。
  - 4月1日 - 土地の合筆のため条例が改正され、地番が香日向四丁目900番66となる。
  - 11月24日 - 駐車場の駐車線設置工事が61,800円で竣工する。
- 1993年（平成5年）
  - 4月20日 - 平成5年度の特別活動の研究が委嘱される。
  - 5月14日 - 平成5・6年度文部省より奉仕等体験学習について研究推進校に指定される。
  - 8月31日 - 校庭南側および西側の防球ネットが設置される。
  - 10月18日 - 平成5年度の学校保健統計調査が優秀であるとして文部大臣表彰を受ける。
- 1994年（平成6年）
  - 4月1日 - 幸手市教育委員会より平成5年度の交通事故ゼロ達成について表彰を受ける。
  - 5月30日 - 校庭に観察用のヘチマ棚が設置される。同日、「保護者と教職員の会」が発足する。
  - 8月5日 - 給食ゴミ置場が設置される。
- 1996年（平成8年）
  - 3月12日 - 百葉箱が校庭に設置される。
  - 8月30日 - 低鉄棒が校庭に増設される。
- 1997年（平成9年）10月 - コンピュータが設置される。
- 1998年（平成10年）4月1日 - 幸手市教育委員会より平成9年度の交通事故ゼロ達成について表彰される。
- 1999年（平成11年）
  - 4月1日 - 幸手市教育委員会より平成10年度の交通事故ゼロ達成について表彰される。
  - 11月20日 - 創立10周年記念式典が行われる。
- 2000年（平成12年）
  - 2月5日 - 創立10周年記念講演会が行われる。
  - 4月1日 - 幸手市教育委員会より平成11年度の交通事故ゼロ達成について表彰される。
- 2001年（平成13年）4月1日 - 視聴覚室から図書室が分離される。
- 2003年（平成15年）12月1日 - 青少年赤十字より15年継続銀色有功章を受ける。
- 2004年（平成16年）
  - 2月20日 - 幸手警察署より平成15年度の児童交通事故ゼロ達成について表彰される。
  - 4月1日 - 幸手市の桜育成事業指定により桜2本（陽光）が植樹される。同日、幸手市教育委員会より平成15年度の交通事故ゼロ達成について表彰される。
- 2005年（平成17年）
  - 2月16日 - 幸手警察署より平成16年度の児童交通事故ゼロ達成について表彰される。
  - 3月30日 - 校舎の外壁補修工事が行われる。
  - 4月1日、幸手市教育委員会より平成16年度の交通事故ゼロ達成について表彰される。
- 2007年（平成19年）2月27日 - 幸手警察署より平成18年度の交通事故ゼロ達成について表彰される。
- 2009年（平成21年）
  - 2月10日 - 幸手市および幸手警察署より平成20年度の交通事故ゼロ達成について表彰される。
  - 4月 - コンピュータ室に富士通のコンピュータが30台設置される。
  - 7月 - プール側面および底面の塗装工事が行われる。
- 2010年（平成22年）
  - 2月9日 - 幸手市および幸手警察署より平成21年度の交通事故ゼロ達成について表彰される。
  - 3月 - 校内LANの工事が行われる。同月、1年 - 6年教室・職員室・放送室に地デジ対応テレビが8台設置される。
  - 8月9日 - 8月11日 - 1年 - 6年教室において扇風機設置工事が行われ、24台設置される。
- 2011年（平成23年）2月8日 - 幸手市および幸手警察署より平成22年度の交通事故ゼロ達成について表彰される。
- 2012年（平成24年）
  - 2月4日 - 閉校記念式典が体育館にて行われる[4]。
  - 2月18日・2月26日・3月3日 - 学校内および施設の公開が行われる。
  - 3月31日 - 閉校となる[1]。

## 立地
幸手市の北西部、香日向地区の北東部に位置している。
- 東側 - 幸手市コミュニティセンター、埼玉東部消防組合幸手消防署幸手西分署
- 南側 - 住宅地、大中落悪水路、香取神社
- 西側 - 住宅地、千塚西公園
- 北側 - 住宅地、千塚南公園

## 施設
| - 敷地面積 - 15,000 m2 - 運動場 - 8,150 m2 - 校舎（延べ面積） - 5,122 m2 - 体育館 - 1,118 m2（運動場床面積 - 860 m2） - プール - 10 m×25 m（890.8 m2） | - 普通教室 - 6教室 - 特別教室 - 理科室 - 音楽室 - 図工室 - 家庭科室 - 和室・作法室 - 図書室 - コンピュータ室 - 生活科室 - 各学年活用室 - 6室 - 児童会室 - イングリッシュルーム | - 管理室 - 校長室 - 職員室 - 会議室 - 教育相談室 - 資料室 - 3室 - 放送室 - 印刷室 - 更衣室 - 保健室 - 多目的ホール - ワークスペース - 3室 |

## 校歌
- 作詞者 - 飯田豊
- 作曲者 - 服部浩之

## 交通
- JR宇都宮線東鷲宮駅より徒歩約27分（約2.2 km）。
- 東武日光線幸手駅より徒歩約30分（約2.4 km）。